# 1872 au théâtre
| Années du théâtre : 1869 - 1870 - 1871 - 1872 - 1873 - 1874 - 1875    |
| Décennies du théâtre : 1840 - 1850 - 1860 - 1870 - 1880 - 1890 - 1900 |

## Pièces de théâtre représentées
- 16 janvier : Le Siège de Paris, pièce en 4 actes d'Émile de Kératry au théâtre du Gymnase (Marseille)
- La pièce d'Ivan Tourgueniev Un mois à la campagne est jouée pour la première fois au Petit théâtre de Moscou[1].

## Naissances
- 4 avril : Henry Bataille

## Décès
- 21 août : David Kalisch, dramaturge allemand, né le 23 février 1820.
- 12 décembre : Edwin Forrest, acteur américain, spécialiste du répertoire shakespearien, né le 9 mars 1806.